# ダネット (企業)
ダネット（Dunnett Classic Drum）は、Ronn Dunnettによって1990年に設立された、カナダのドラムメーカー。DW、Ludwig、Gretsch、Slingerland等の、世界的に有名なドラムメーカーと共同で製造したスネアドラムも発表している。金属、木材など、様々な素材を用いたスネアドラムを製造しているが、中でもチタンを用いたスネアドラムを製造する数少ないメーカーである。